# ليلي هوفمان
ليلي هوفمان (بالإنجليزية: Leila Hoffman)‏ هي ممثلة بريطانية، ولدت في 11 يونيو 1934 في حي هكني في لندن في المملكة المتحدة.

## أعمال

### أفلام
- دوريت الصغيرة

## وصلات خارجية
- ليلي هوفمان على موقع IMDb (الإنجليزية)
- ليلي هوفمان على موقع قاعدة بيانات الفيلم (الإنجليزية)